# Pothos inaequilaterus
Pothos inaequilaterus är en kallaväxtart som först beskrevs av Karel Presl, och fick sitt nu gällande namn av Adolf Engler. Pothos inaequilaterus ingår i släktet Pothos och familjen kallaväxter.
Artens utbredningsområde är Filippinerna. Inga underarter finns listade.